# Coulandon
Coulandon és un municipi francès, situat al departament de l'Alier i a la regió d'Alvèrnia-Roine-Alps. L'any 2007 tenia 689 habitants.

## Demografia

### Població
El 2007 la població de fet de Coulandon era de 689 persones. Hi havia 244 famílies de les quals 48 eren unipersonals (36 homes vivint sols i 12 dones vivint soles), 92 parelles sense fills, 92 parelles amb fills i 12 famílies monoparentals amb fills.
La població ha evolucionat segons el següent gràfic:
Habitants censats

### Habitatges
El 2007 hi havia 293 habitatges, 260 eren l'habitatge principal de la família, 7 eren segones residències i 26 estaven desocupats. 287 eren cases i 6 eren apartaments. Dels 260 habitatges principals, 213 estaven ocupats pels seus propietaris, 39 estaven llogats i ocupats pels llogaters i 8 estaven cedits a títol gratuït; 1 tenia una cambra, 5 en tenien dues, 31 en tenien tres, 70 en tenien quatre i 153 en tenien cinc o més. 235 habitatges disposaven pel capbaix d'una plaça de pàrquing. A 84 habitatges hi havia un automòbil i a 168 n'hi havia dos o més.

### Piràmide de població
La piràmide de població per edats i sexe el 2009 era:
| Homes | Edats   | Dones |
| ----- | ------- | ----- |
| 0     | 95 o +  | 0     |
| 0     | 90 a 94 | 0     |
| 0     | 85 a 89 | 0     |
| 0     | 80 a 84 | 8     |
| 8     | 75 a 79 | 4     |
| 12    | 70 a 74 | 16    |
| 12    | 65 a 69 | 24    |
| 12    | 60 a 64 | 12    |
| 4     | 55 a 59 | 0     |
| 4     | 50 a 54 | 8     |
| 36    | 45 a 49 | 16    |
| 40    | 40 a 44 | 40    |
| 44    | 35 a 39 | 28    |
| 16    | 30 a 34 | 28    |
| 12    | 25 a 29 | 20    |
| 16    | 20 a 24 | 4     |
| 28    | 15 a 19 | 24    |
| 16    | 10 a 14 | 36    |
| 16    | 5 a 9   | 12    |
| 16    | 0 a 4   | 24    |

## Economia
El 2007 la població en edat de treballar era de 448 persones, 354 eren actives i 94 eren inactives. De les 354 persones actives 333 estaven ocupades (175 homes i 158 dones) i 21 estaven aturades (5 homes i 16 dones). De les 94 persones inactives 39 estaven jubilades, 37 estaven estudiant i 18 estaven classificades com a «altres inactius».

### Ingressos
El 2009 a Coulandon hi havia 262 unitats fiscals que integraven 718,5 persones, la mediana anual d'ingressos fiscals per persona era de 19.388 €.

### Activitats econòmiques
Dels 16 establiments que hi havia el 2007, 3 eren d'empreses de fabricació d'altres productes industrials, 4 d'empreses de construcció, 2 d'empreses de comerç i reparació d'automòbils, 1 d'una empresa de transport, 3 d'empreses d'hostatgeria i restauració, 1 d'una empresa de serveis, 1 d'una entitat de l'administració pública i 1 d'una empresa classificada com a «altres activitats de serveis».
Dels 5 establiments de servei als particulars que hi havia el 2009, 2 eren guixaires pintors, 2 fusteries i 1 restaurant.
L'any 2000 a Coulandon hi havia 24 explotacions agrícoles que ocupaven un total de 1.089 hectàrees.

## Equipaments sanitaris i escolars
El 2009 hi havia una escola elemental.

## Poblacions més properes
El següent diagrama mostra les poblacions més properes.